# レギオスウィンガー
レギオスウィンガー(RegioSwinger)は、アドトランツで登場した非電化区間などローカル線の快速・急行列車向けの車体傾斜式気動車である。

## 概要
レギオスウィンガーは1998年にアドトランツがドイツ・ブランデンブルク州のヘニングスドルフで製造を開始し、2001年にアドトランツを買収したボンバルディア・トランスポーテーションに継承された。ドイツ鉄道の612形、クロアチア鉄道の7123形が納入されている。
612形気動車は2両1編成の単位で構成され、それぞれ560kWカミンズエンジン(QSK-19型)を装備している。動力の伝達方式は液体式で、連結器は編成中4箇所に密着連結器(Scharfenberg-Kupplung)が採用されている。ブレーキシステムは油圧式ブレーキと空気ブレーキ、電磁ブレーキを備えている。車体傾斜装置作動時の最大傾斜角度は8度である。

## 運用

### ドイツ鉄道
ドイツのドイツ鉄道は612形気動車として導入・運用している。最初の編成は1998年に納入された。
612形気動車に先行して製造された611形気動車は車体傾斜システムに重大な問題があり、失敗と見なされた。612形では電気式車体傾斜システム(Neicontrol-E)は採用されることになったが、新設計のものが採用された。
2004年、台車数箇所でひびが見つかった。安全上の理由から、車体傾斜システムの使用は停止され使用線区では速度が落とされダイヤに大きな影響を与えた。611形気動車も車軸や車輪の交換を要し、2005年より612形気動車は硬いモリブデン製の車軸がに交換された。交換後は612形は車体傾斜式車両の特性を生かし、ドイツ鉄道の非電化区間での速達列車の運用を担っている。
ドレスデン・ニュルンベルク間では、2001年に導入された車体傾斜式のICE-TDが重大なトラブルの発生で運用を中断した2003年に、ICE塗装の612形によるインターシティーに置き換えられた。その後、地域間快速インターレギオナルエクスプレス(Franken-Sachsen-Express)として612形は継続して運行されている。

### クロアチア鉄道

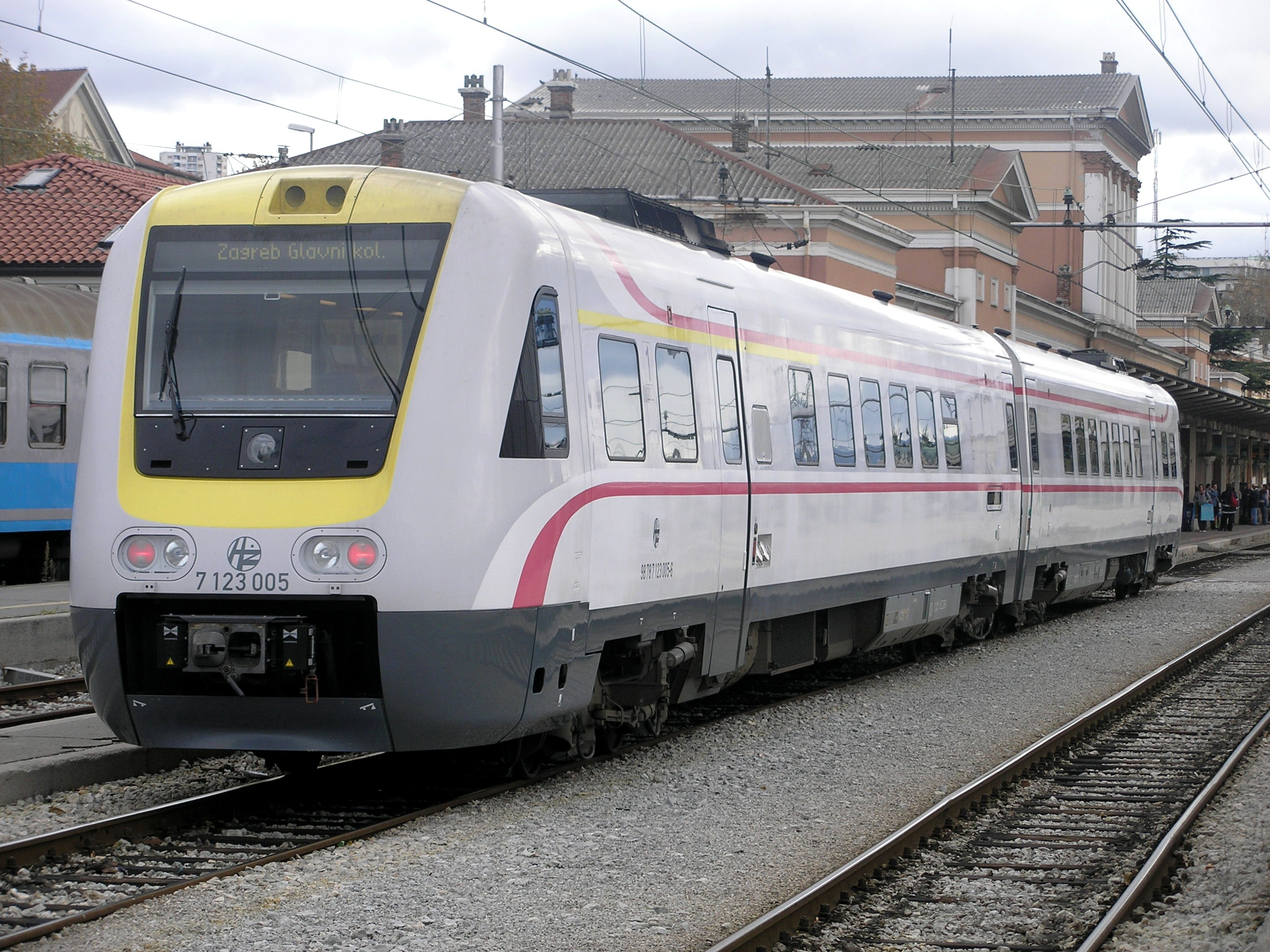
クロアチア鉄道7123形

クロアチアでは、クロアチア鉄道が7123形としてザグレブ・スプリト間を結ぶInterCity Nagibni(ICN)に導入している。

## 事故
2009年7月24日、クロアチア鉄道のICNがカシュテル・ノヴィ近郊で脱線事故を起こし、6名が死亡、55名が負傷した。